# Bundesgrenzschutz

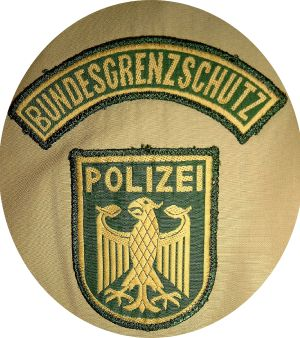
Bundesgrenzschutzs uniformsmärke

Bundesgrenzschutz (BGS) var den tyska gränsbevakningen 1951-2005. Bundesgrenzschutz grundades 1951 genom BGS-lagen och låg under inrikesministeriet. Från början hade man bara hand om gränsskydd men fick efterhand alltfler ordningspolisiära uppdrag. 2005 omorganiserades BGS till Bundespolizei.

## Tjänstegrader 1956-1971

### Gränsbevakare
- Gränsjägare
  - Grenzjäger (Grenadier)
  - Grenztruppjäger (Gefreiter)
  - Grenzoberjäger (Obergefreiter)
  - Grenzhauptjäger (Hauptgefreiter)
- Underbefäl
  - Wachtmeister im BGS (Unteroffizier)
  - Oberwachtmeister im BGS (Stabsunteroffizier)
- Underofficerare
  - Hauptwachtmeister im BGS (Feldwebel)
  - Meister im BGS (Oberfeldwebel)
  - Obermeister im BGS (Hauptfeldwebel)
  - Stabsmeister im BGS (Stabsfeldwebel)
  - Oberstabsmeister im BGS (Oberstabsfeldwebel)
- Officerare
  - Leutnant im BGS
  - Oberleutnant im BGS
  - Hauptmann im BGS
  - Major im BGS
  - Obersteleutnant im BGS
  - Oberst im BGS
  - Oberst im BGS
  - Brigadegeneral im BGS
  - Generalmajor im BGS
  - Inspekteur im BGS

Källa: 

### Sjöbevakare
- Matroser
  - Matrose im BGS (Matrose)
  - Vormatrose im BGS (Gefreiter)
  - Obermatrose im BGS (Obergefreiter)
  - Hauptmatrose im BGS (Hauptgefreiter)
- Underbefäl
  - Maat im BGS
  - Obermaat im BGS
- Underofficerare
  - Bootsmann im BGS
  - Oberbootsmann im BGS
  - Hauptbootsmann im BGS
  - Stabsbootsmann im BGS
  - Oberstabsbootsmann im BGS
- Officerare
  - Leutnant im BGS
  - Oberleutnant im BGS
  - Kapitänleutnant im BGS
  - Korvettenkapitän im BGS
  - Fregattenkapitän im BGS

Källa: 

### Förvaltningstjäntemän
- Regierungsassistent (Hauptwachtmeister)
- Regierungssekretär (Meister)
- Regierungsobersekretär (Obermeister)
- Regierungshauptsekretär (Stabsmeister)
- Regierungsinspektor z.A. (Leutnant)
- Regierunginspektor (Oberleutnant)
- Regierungsoberinspektor (Hauptmann)
- Regierungsassessor, Regierungsamtmann, Regierungsrat (Major)
- Oberregierungsrat (Oberstleutnant)
- Regierungsdirektor (Oberst)

Källa: 

## Bilder

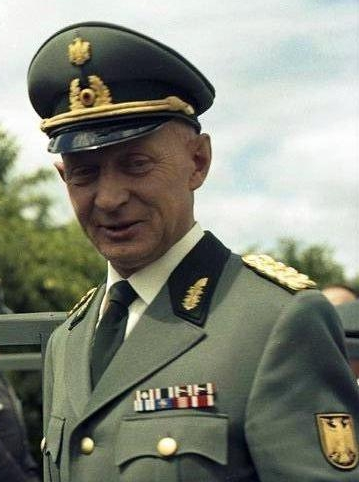
Brigadgeneral vid BGS 1961.
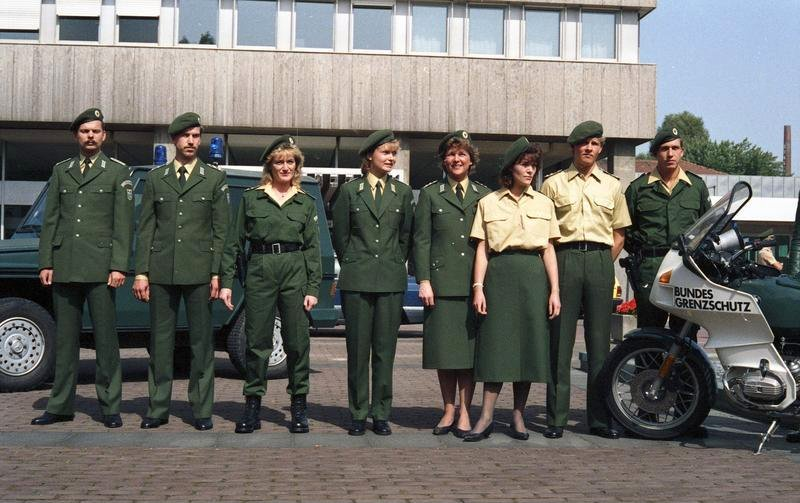
1976 fick BGS polisuniformer.